# Odontoglossum portmannii
Odontoglossum portmannii là một loài thực vật có hoa trong họ Lan. Loài này được Bockemühl mô tả khoa học đầu tiên năm 1988.